# 所谓正义
所谓正义（英文：Justice）是美国科幻电视剧星际旅行：下一代的第一季第八集。在这一集中，联邦星舰进取号发现了一个类地球的M级星球，在这个星球上居住着快乐的人民，他们每天无忧无虑，十分幸福快乐。但他们有着严格的律法，卫斯理·柯洛夏因为踏入禁区而被审判。除此之外，一种高等生物徘徊在这个星球周围，并以上帝自居。

## 剧情
星历41263.1，联邦星舰进取号发现了一颗新的类地球M级星球，这个星球的居民们生活在一个乌托邦的世界中，他们及时行乐，每天快快乐乐无忧无虑的，甚至男女之间互相有情意能成为性伴侶。这里的人也十分友善好客，接待了从企业号传送下来的外勤队。但上尉塔莎·叶却意外得知这个乌托邦世界主要依托于极其严格的法律，只要有人犯罪，立刻会出现执行官就地审判，审判后若判定有罪则无论其罪过大小一律处决。塔莎得知这个法律之后，连忙赶去通知其余的企业号船员，提醒他们不要触犯法律。但当塔莎来到草地时，发现卫斯理闯进了禁区，而执法者已经将其逮捕，并决议处以死刑。与此同时，在太空中的企业后遇到了一个神秘的星舰，这艘星舰可以在不同的维度间任意穿梭，是一个十分强大的势力。这艘星舰声称这颗星球的居民是他的子民，警告企业号不要干涉他们。让-吕克·皮卡尔舰长为了救卫斯理的性命，不顾这艘星舰的警告，强行带走了卫斯理，虽然这艘星舰开始表现的愤怒，但经过皮卡尔的解释后，放过了他们，卫斯理也安全归来。